# May the Devil Take You
May the Devil Take You (Sebelum Iblis Menjemput) è un film horror indonesiano del 2018, diretto e sceneggiato da Timo Tjahjanto e distribuito a livello internazionale da Netflix.

## Trama
Lesmana, padre di Alfie e marito di Intan, compie un patto col demonio per intercessione di una sacerdotessa nera: in seguito a un misterioso rito, l'uomo diventa immensamente ricco e lascia la sua famiglia per sposare l'ex attrice Laksmi, già madre di Maya e Ruben, da cui ha una figlia di nome Nara. Poco tempo dopo l'abbandono di Lesmana, Intan muore misteriosamente davanti agli occhi della piccola Alfie, lasciandole inoltre una cicatrice sull'avambraccio. Molti anni dopo Lesmana, ormai squattrinato e indebbinato, viene ricoverato a causa di una terribile malattia che lo costringe a letto e che i medici non riescono a diagnosticare con precisione. Ciò obbliga Alfie a ritrovarsi con Laksmi e i suoi figli in una casa di proprietà di Alfie e Lesmana, alla ricerca di beni dell'uomo: la tensione fra la ragazza e la matrigna (nonché una delle sorellastre) è enorme. Quando tuttavia il gruppo fa l'errore di scassinare una porta inchiodata, una forza sovrannaturale si impadronisce di Laksmi: è l'inizio di un incubo legato proprio al rito che Lesmana aveva compiuto anni addietro e che non risparmierà altri gli membri della famiglia.

## Distribuzione
Dopo essere stato distribuito nelle sale cinematografiche indonesiane nel 2018, il film è stato distribuito nel resto del mondo da Netflix a partire dal 9 agosto dello stesso anno.

## Accoglienza

### Pubblico
Il film ha incassato una cifra equivalente a 2,9 milioni di dollari al botteghino indonesiano.

### Critica
Sull'aggregatore Rotten Tomatoes il film riceve il 79% delle recensioni professionali positive con un voto medio di 5,5 su 10 basato su 14 critiche.

## Sequel
Nel 2020 è stato realizzato un sequel del film intitolato May the Devil Take You Too. Un terzo capitolo della saga è in lavorazione.